# 奎特
奎特是巴西帕拉伊巴州的一个市镇。总面积735.334平方公里，总人口19343人，人口密度26.3人/平方公里。